# Udo Ulfkotte

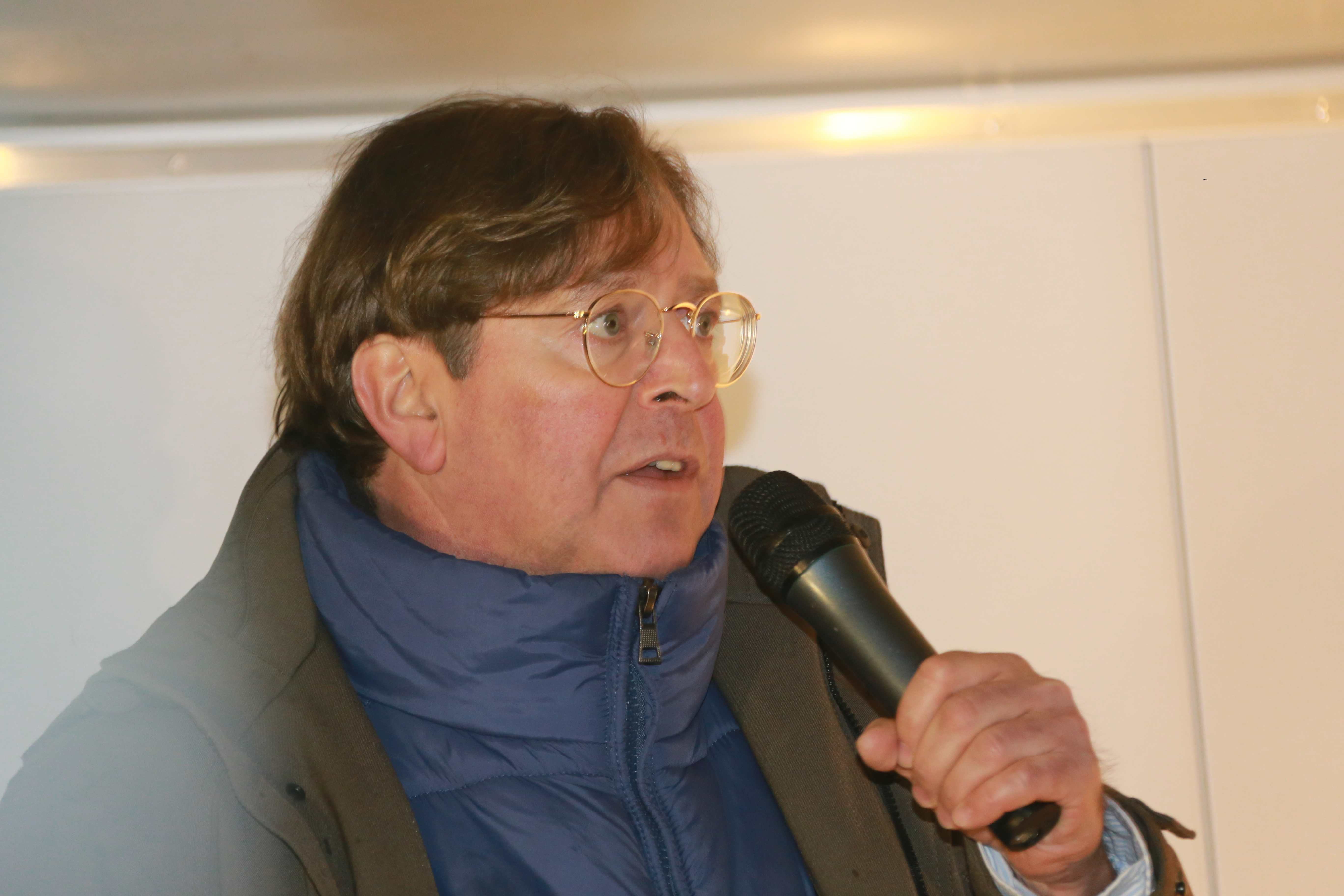
Udo Ulfkotte

Udo Ulfkotte (Lippstadt, 20 januari 1960 – 13 januari 2017) was een Duitse buitenlandjournalist en schrijver.

## Levensloop
Ulfkotte gaf aan dat kwaliteitskranten en journalisten artikelen publiceerden die hen waren aangereikt door de CIA en andere westerse inlichtingen- en propagandadiensten.
Hij was van 1986 tot 2003 politiek redacteur bij de Duitse krant Frankfurter Allgemeine Zeitung. Hij gaf verslag van de Iraaks-Iraanse oorlog (de "Eerste Golfoorlog") en werd ernstig ziek van het toen ingezette Duitse gifgas. Hij zei dat hij werd omgekocht en gesteund door de CIA om o.a. anti-Russische propaganda te schrijven.
Zijn enige boek tot dusver in het Nederlands vertaald, is Gekochte Journalisten, in 2016 uitgegeven door De Blauwe Tijger.
Ulfkotte stierf aan een hartaanval op 13 januari 2017.